# Kakogawa
Kakogawa (加古川市, Kakogawa-shi) est une ville située dans la préfecture de Hyōgo, au Japon.

## Géographie

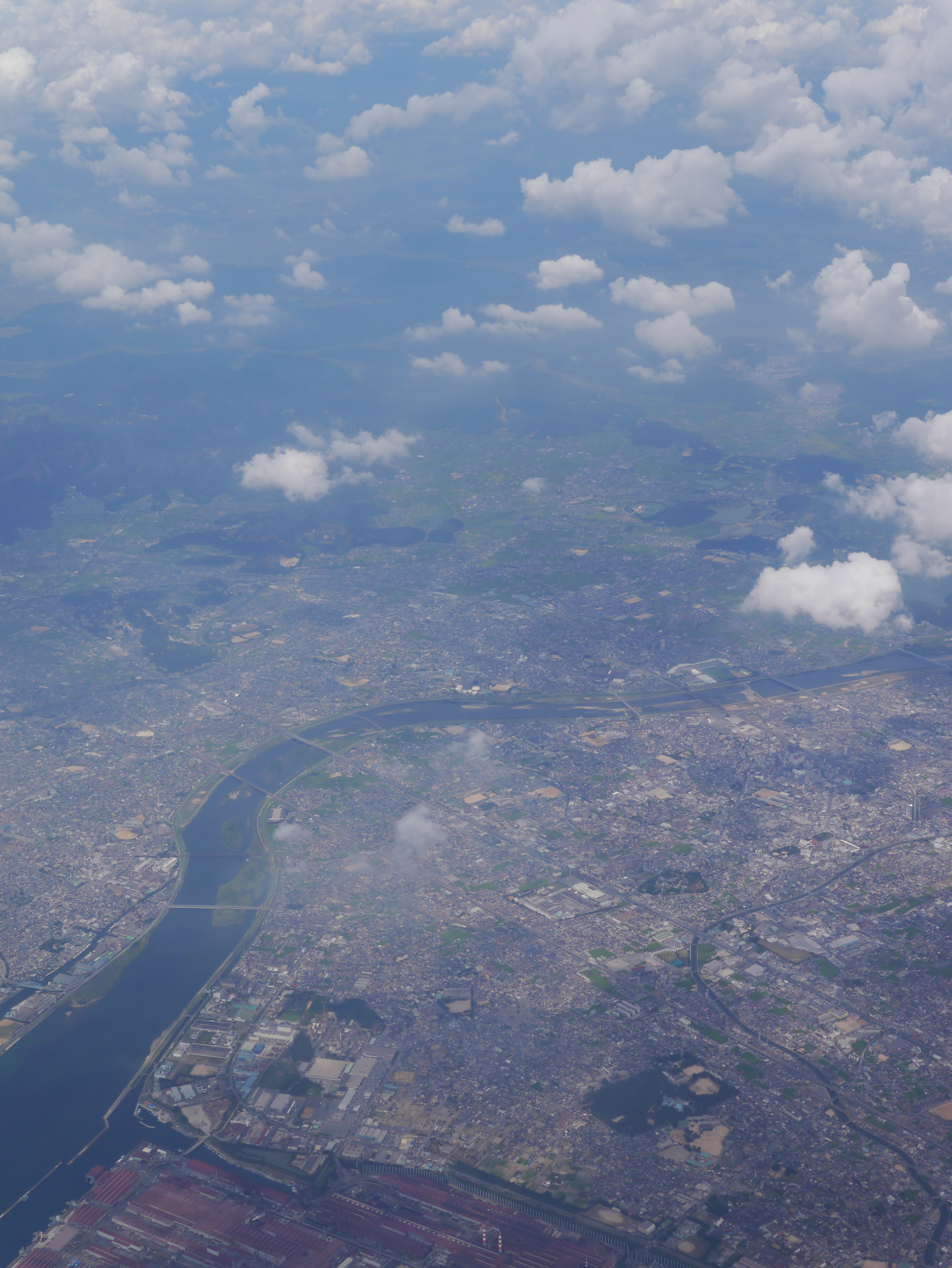
Vue aérienne de Kakogawa.

### Localisation
Kakogawa est située dans le sud de la préfecture de Hyōgo, au bord de la mer intérieure de Seto.

### Démographie
En 2010, la ville de Kakogawa rassemblait une population de 268 565 habitants, répartis sur une superficie totale de 138,51 km2 (densité de population de 1 939 hab./km2). En avril 2023, elle s'élevait à 256 931 habitants.

### Hydrographie
Kakogawa est située à l'embouchure du fleuve Kako, qui donne son nom à la ville.

## Histoire
La ville de Kakogawa est créée le 15 juin 1950. Elle obtient le statut de ville spéciale en 2002.

## Culture locale et patrimoine
- Kakurin-ji

## Économie
L'industrie textile est le principal secteur d'activité économique de Kakogawa (production de chaussettes et de serviettes).

## Transports
Kakogawa est desservie par les routes nationales 2 (国道2号) et 250 (国道250号).
La ville est desservie par les lignes JR Kobe et Kakogawa de la JR West et la ligne principale Sanyō de la Sanyo Electric Railway. La gare de Kakogawa est la principale gare de la ville.

## Symboles municipaux
Les symboles de la ville sont le pin et le rhododendron.

## Jumelages
Kakogawa est jumelée avec :
- Maringá (Brésil),
- Auckland (Nouvelle-Zélande).

## Honneur
L'astéroïde (8892) Kakogawa porte son nom.